# Галич (Русија)
Галич (рус. Галич) град је у Русији у Костромској области. Према попису становништва из 2010. у граду је живело 17.346 становника.

## Становништво
| 1939.  | 1959.  | 1970.  | 1979.  | 1989.  | 2002.  | 2010.  |
| ------ | ------ | ------ | ------ | ------ | ------ | ------ |
| 13.695 | 16.119 | 19.374 | 21.270 | 21.652 | 19.151 | 17.346 |